# Радзіховський Анатолій Павлович
Анато́лій Па́влович Радзіхо́вський (нар. 1942) — доктор медичних наук (1986), професор (1992) кафедри загальної та невідкладної хірургії НМАПО імені П. Л. Шупика; заслужений діяч науки і техніки України (1996), заслужений художник України (1993), академік Української академії наук (1993), Академії інженерних наук України (1995), Міжнародної академії комп'ютерних наук і систем (2009), Російської академії проблем безпеки, оборони та правопорядку (2006), лауреат Державної премії України (1986), всеукраїнських премій — «Визнання» (2002), «Золотий Орфей» (2004), імені Платона (2005); міжнародних премій — «Дружба» (2002), імені Михайла Ломоносова (2007) та імені Віктора Глушкова (2008), лауреат Всеукраїнської літературно-мистецької премії «Київська книга року» у номінації "Публіцистична література" (2024).

## Життєпис
Народився 1942 року в місті Тальне (Черкаська область) у багатодітній сім'ї. 1970 року закінчив Київський медичний інститут ім. О. О. Богомольця. Протягом 1970—1974 років працював хірургом у київських міських лікарнях.
Протягом 1974—1989 років пройшов шлях від молодшого наукового співробітника до завідувача відділу Київського НДІ клінічної та експериментальної хірургії.
1986 року захистив дисертацію доктора медичних наук. Завідувач кафедри загальної та невідкладної хірургії НМАПО імені П. Л. Шупика з 1989 по 2015 рік.
1992 року присвоєне вчене звання професора.
Член вченої ради НМАПО імені П. Л. Шупика, Спеціалізованої вченої ради із захисту кандидатських і докторських дисертацій — за фахом «хірургія», президії правління Асоціації хірургів України, редакційних колегій журналів «Клінічна хірургія», «Український медичний часопис», «Шпитальна хірургія», «Військова медицина», «Хірургія України», «Пластична хірургія», «Медичний всесвіт», «Мистецтво лікування», Генеральної колегії міжнародного Антикримінального і антитерористичного комітету (МААК), Президії правління Українського фонду культури, президії правління асоціації «Україна — Світ». Президент Товариства «Україна — Хорватія», член Національної спілки художників України.
Є автором і співавтором 419 наукових праць, зокрема — 48 монографій й керівництв, 2 двотомних хірургічних атласів, словника, 52 авторських свідоцтв та патентів, 15 методичних рекомендацій.
Наукові напрями його діяльності:
- проблема хірургічної гастроентерології, гепатології, панкреатології, лімфології
- порушення імунітету в умовах радіаційного впливу, екології.

За 40 років хірургічної діяльності виконав близько 25000 операцій. Розробив методики для низки оригінальних операцій на печінці, жовчних шляхах та підшлунковій залозі; створив хірургічну школу.
Був науковим консультантом 5 докторських дисертацій та науковим керівником 13 кандидатських дисертацій.
Серед робіт:
- «Атлас операцій на печінці, жовчовивідних шляхах, підшлунковій залозі та кишці» (1979)
- «Хірургія печінки» (1985)
- «Нориці підшлункової залози» (1987)
- «Лімфогенна детоксикація» (1989)
- «Гострий панкреатит та його ускладнення» (1990, співавтори М. Ю. Ничитайло та О. О. Шалімов)
- «Біосфера і цивілізація», 1992 (співавтори — І. Р. Алєєксєєнко, Л. В. Кейсевич)
- «Хірургія підшлункової залози» (1998)
- «Рак підшлункової залози та периампулярної зони» (2001)
- «Релапаротомія» (2001)
- «Атлас операцій на органах травлення» (2003, I том, 2005, II том)
- «Людство проти людини» (2002)
- «Щастя жити» (2002)
- «Загальна патологія людини» (2006)
- «Шовно-клейові методи формування кишкових астомозів», співавтори Знаєвський М. І., А. В. Соломко, 2015.

Нагороджений орденами «За заслуги» III ступеня (1998), святого Князя Володимира III (1999), II (2000) та І ступенів (2002), орденом Петра Великого (2006, Росія), Миколи Пирогова (2007, Росія), Михайла Ломоносова (2008, Росія), «Велика Перемога» (2008, Росія), Архістратига Михаїла (2002), Христа Спасителя (2002), Мальтійський орден Госпігальєрів (2003, Греція), Покрови (2004), орден «Дружба» (2006), вищим орденом МААК «Лицар Вітчизни» (2007), Станіслава II ст. Відзначений почесними грамотами Верховної Ради України (2005), КМУ (2002), МОЗ України (2006), Міністерства культури України (2007), президентів Хорватії (2001) та Азербайджану (2010).
Відмінник охорони здоров'я (1984), відмінник освіти (2004), винахідник СРСР (1986).
Відомий також як науковий медичний графік. Ілюстрував монографії Г. М. Матяшина «Пластика стравоходу товстою кишкою» (1971) та «Ускладнення апендектомії» (1973).
Чимало часу присвячує живопису. Є автором 350 живописних та графічних творів; експонувалися на 23 персональних та багатьох міжнародних художніх виставках.